# Illzach
Illzach je občina v departmaju Haut-Rhin francoske regije Alzacija.
Leta 1990 je v občini živelo 15 485 oseb oz. 2,065 oseb/km².